# Fischer Air
Fischer Air byla česká charterová letecká společnost se základnou v Praze. Obsluhovala lety s vysokou kvalitou služeb pro cestovní kancelář Fischer, část z nich obsluhovaly také České aerolinie, většinou se létalo do destinací u Středozemního moře, na Mallorcu, Kanárské ostrovy, Baleáry, Egypta, Tenerife a do Maroka – celkem společnost měla přes 30 destinací.
Cestovní třídy v letadlech byly základní ekonomická, dále Fun Class a nejvyšší Fischer Superior Class na těch nejdelších letech (například 5 hodin do Tenerife).
Na podzim 2018 bylo oznámeno, že Václav Fischer chystá na jaře 2019 zahájit provoz nové letecké společnosti air Fischer.

## Historie

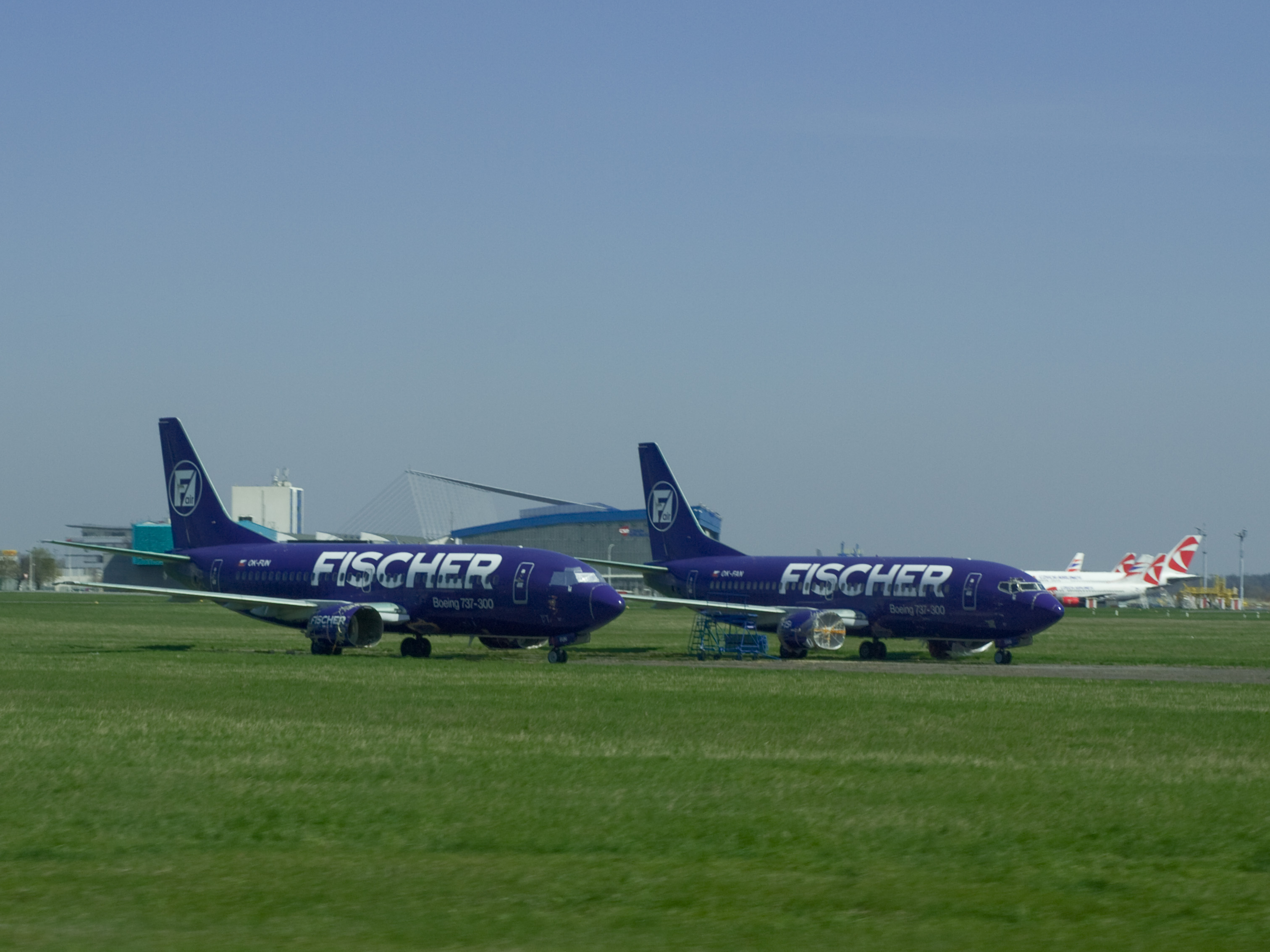
Odstavená letadla Fischer Air na letišti v Praze v roce 2010

Společnost byla založena 26. července 1996 českým podnikatelem a politikem Václavem Fischerem. První komerční let tato společnost vykonala 30. dubna 1997. V roce 1998 Fischer Air přepravil 328 000 cestujících a vykázal zisk 87,8 milionů Kč.
Společnost byla z 75 % vlastněna K&K Capital Group a z 25 % Václavem Fischerem. Handling pro Fischer Air zpočátku zajišťovala firma Czech Ogden Airhandling, od letní sezóny 2000 začaly odbavovat lety Fischer Air České aerolinie. Společnost tímto rokem měla ztráty 85,6 milionů Kč.
V roce 2002 zaměstnávala společnost přibližně 100 stewardů, 40 pilotů, 12 mechaniků a 12 dispečerů provozu. V září 2003 mělo být pronajato další letadlo Boeing 737, kvůli dluhům společnosti se tak nakonec nestalo.
Karel Komárek odkoupil společnost v roce 2004. V roce 2005 byla společnost přejmenována na Charter Air, aby se název nepletl s novou sesterskou společností Fischer Air Polska. I Charter Air ale v roce 2005 zanikla. Poslední let se konal 1. listopadu 2005, jednalo se o let z Prahy do Neapole. Jako důvod ukončení činnosti se uvádí vysoká konkurence ze strany například českého dopravce Travel Service.

## Flotila

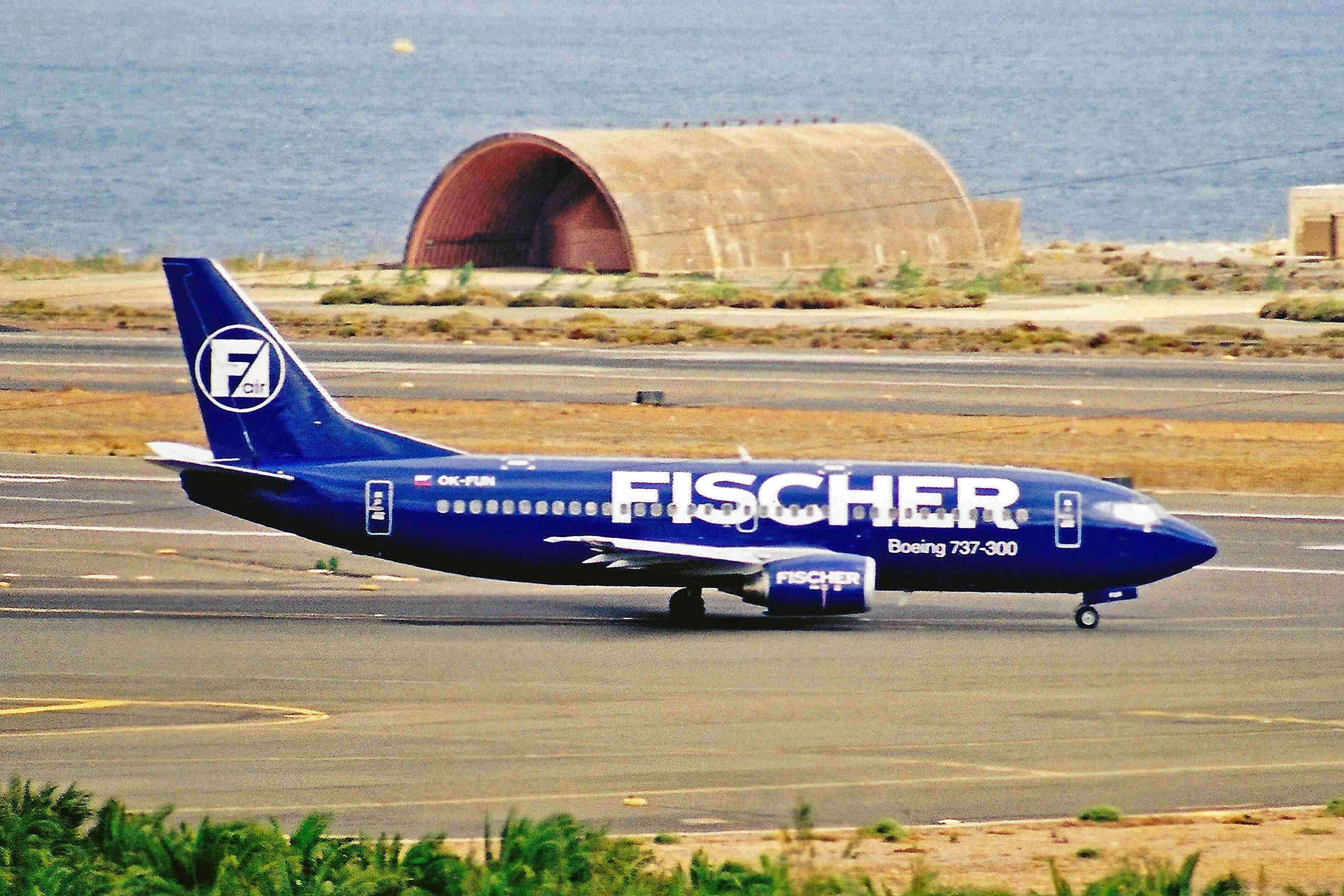
Boeing 737-33A Fischer Air v jedné z destinací

Společnost za celou dobu působení měla ve své flotile 3 letouny:
| Typ            | Počet | Zařazení | Vyřazení | Cestující | Poznámky | Imatrikulace   |
| -------------- | ----- | -------- | -------- | --------- | --- | -------------- |
| Boeing 737-33A | 2     | 1997     | 2005     | 148       | Objednány přímo od Boeingu v roce 1996, v roce 2005 odstaveny na ruzyňském letišti bez motorů. V roce 2010 převzaty leteckou společností Air Nigeria, v roce 2013 začaly létat pro Air Indus. | OK-FAN, OK-FUN |
| Boeing 737–36N | 1     | 1999     | 2005     | 148       | Pronajat od irského GECAS-GE Bellevue Aircraft Leasing Ltd., v roce 2005 začal létat pro Fischer Air Polska.                                                                                  | OK-FIT         |
| Celkem         | 3     |          |          |           | |                |

## Hospodaření společnosti

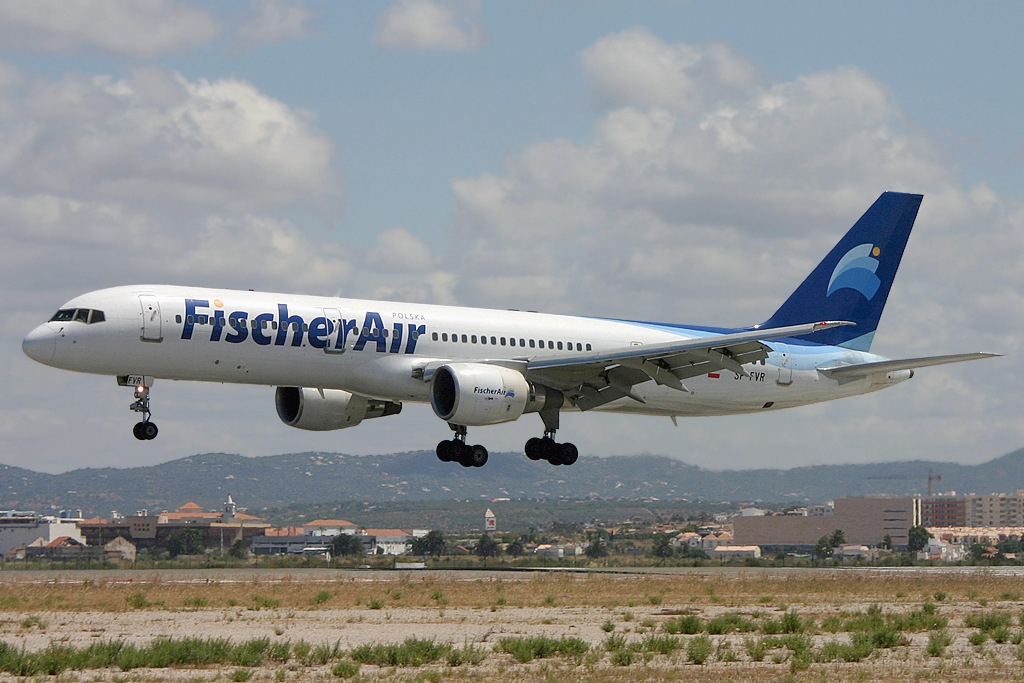
Sesterská společnost Fischer Air Polska provozovala například letoun Boeing 757-200

Hospodaření společnosti mezi roky 1997 a 2001:
| Rok  | tržby (mil. Kč) |
| ---- | --------------- |
| 1997 | 39,7            |
| 1998 | 87,8            |
| 1999 | 49,7            |
| 2000 | - 85,6          |
| 2001 | 59,4            |